# Zoropsis pekingensis
Zoropsis pekingensis là một loài nhện trong họ Zoropsidae.
Loài này thuộc chi Zoropsis. Zoropsis pekingensis được miêu tả năm 1953 bởi Schenkel.